# De’ang

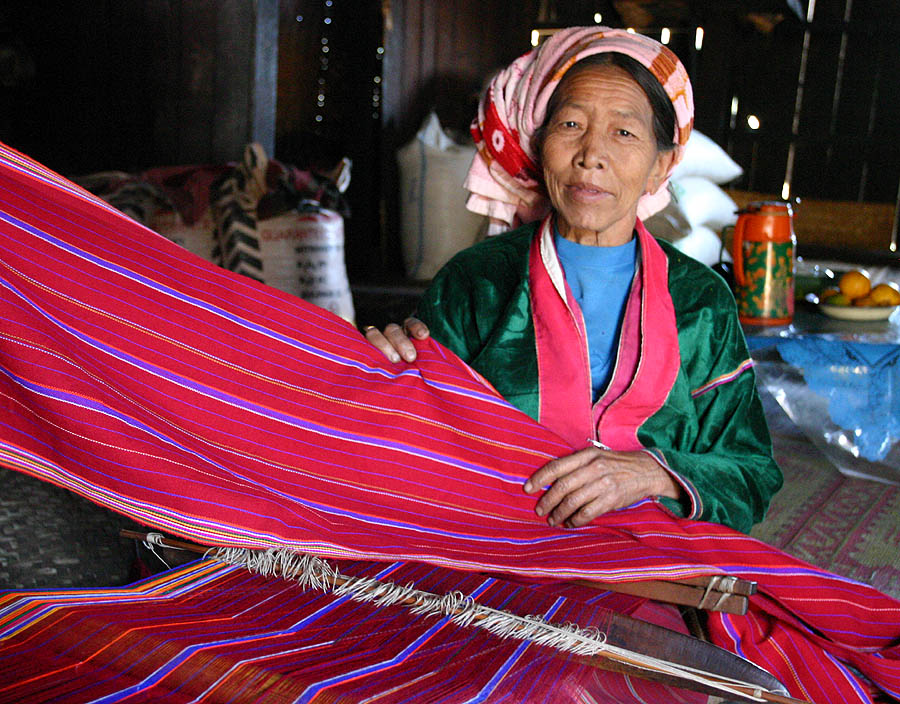
De’ang-Frau in Kalaw

Die De’ang, auch Deang (chinesisch 德昂族, Pinyin Dé’ángzú) oder Benglong und Palaung (birmanisch ပလောင် လူမျိုး), sind eine austroasiatisch-sprachige ethnische Minderheit im Shan-Staat in Myanmar, in der Provinz Yunnan der Volksrepublik China und in Nordthailand. 
In China gehören die De’ang zu den kleinsten der 55 offiziell anerkannten nationalen Minderheiten. Der weitaus größere Teil lebt in Myanmar. Durch die politische Unterdrückung in Myanmar siedeln jedoch seit mehr als 20 Jahren De’ang nach Nordthailand über, wo sie geduldet werden. Insgesamt gibt es rund zwei bis drei Millionen De’ang, die sich jedoch in einzelne Untergruppen, u. a. Gold-, Silber-, Rulai-, Rumai- und Schwarzde'ang aufteilen. Nach der letzten Volkszählung im Jahr 2010 zählen sie in China 20.556 Menschen.

## Sprache
Die Sprache der De’ang oder Palaung gehört zum Palaung-Wa-Zweig der austroasiatischen Sprachen. Die einzelnen De’ang-Gruppen unterscheiden sich in ihren Dialekten teilweise so sehr, dass sie sich untereinander nur mühsam unterhalten können.